# Bravaisia integerrima
Bravaisia integerrima es un árbol de la familia Acanthaceae, distribuido en Venezuela y Colombia (llanuras del Caribe), se encuentra en bosques semicaducifolios, siempreverdes y en poblaciones humanas. Se encuentra en los estados venezolanos de Estado Anzoátegui, Barinas, Monagas, Portuguesa, Cojedes y Guárico. A veces es utilizada como ornamental por sus flores.

## Descripción
Son árboles, que alcanzan un tamaño hasta 20 m de alto; tallos jóvenes cuadrangulares, glabros a tomentosos en las porciones más jóvenes. Hojas ovadas a ovado-elípticas, 3.5–28.5 cm de largo y 1–11.8 cm de ancho, ápice agudo o acuminado. Inflorescencias en forma de panículas frondosas, compactas, terminales, hasta 13 cm de largo y 25 cm de ancho. Frutos claviformes, de 10–12 mm de largo, 4–5 mm de ancho y 3 mm de grueso, aplanados, glabros.

## Cultivo
Su porte es parecido al del Naranjo de allí su nombre vulgar más utilizado. Su propagación es sexual, es decir por semillas; aunque también se puede propagar por estacas; tiene un sistema radical profundo y crece bastante rápido. Mide hasta 20 m de altura. Su copa es redonda y frondosa, el tallo es bastante recto.

## Taxonomía
Bravaisia integerrima fue descrita por (Spreng.) Standl. y publicado en Linnaea 16(3): 307–308. 1842.
Sinonimia
- Amasonia integerrima Spreng.
- Androcentrum multiflorum Lem.
- Barleria anomala Spreng.
- Bravaisia floribunda DC.
- Bravaisia integerrima var. pilos Steyerm.
- Onychacanthus arboreus H.Karst.
- Onychacanthus cumingii Nees
- Onychacanthus speciosus Oerst.
- Ruellia arborescens Pav. ex Nees[2]